# Дубнево (Московская область)
Дубнево — деревня в Ступинском районе Московской области в составе Городского поселения Малино (до 2006 года была центром Дубневского сельского округа). На 2016 год в Дубнево 4 улицы и 1 переулок. Впервые в исторических документах селение упоминается в 1577 году, как сельцо Дубнево на речке на Дубенке, деревня связана автобусным сообщением с райцентром и соседними населёнными пунктами.

## Население
| 2002 | 2006  | 2010  |
| ---- | ----- | ----- |
| 1425 | ↗1468 | ↘1394 |

Дубнево расположено на севере центральной части района, в верховье реки Городенка, высота центра деревни над уровнем моря — 168 м. Через деревню проходит Московское большое кольцо, ближайшие населённые пункты: Березнецово — примерно в 500 м на восток и Игнатьево — около 1,5 км на запад.